# Дедели
Дедели (мкд. Дедели, тур. Dedeli) је насеље у Северној Македонији, у југоисточном делу државе. Дедели је насеље у оквиру општине Валандово.

## Географија
Дедели је смештено у југоисточном делу Северне Македоније. Од најближег града, Валандова, насеље је удаљено 6 km јужно.
Насеље Дедели се налази у историјској области Бојмија. Насеље је положено у на првим брдима јужно од долине Анске реке, на приближно 190 метара надморске висине. 
Месна клима је измењена континентална са значајним утицајем Егејског мора (жарка лета).

## Становништво
Село је према последњем попису из 2002. године имала 220 становника. По попису из 1994. године насеље је имало 251 становника.
Већинско становништво у насељу су Турци.
Претежна вероисповест месног становништва је ислам.